# Platyrinchus leucoryphus
El picoplano alirrufo (Platyrinchus leucoryphus) también conocido como pico chato de alas bermejas, picochato chico (en Paraguay) o picochato grande (en Argentina),  es una especie de ave paseriforme de la familia Tyrannidae perteneciente al género Platyrinchus. Es nativo del centro-este de América del Sur. 

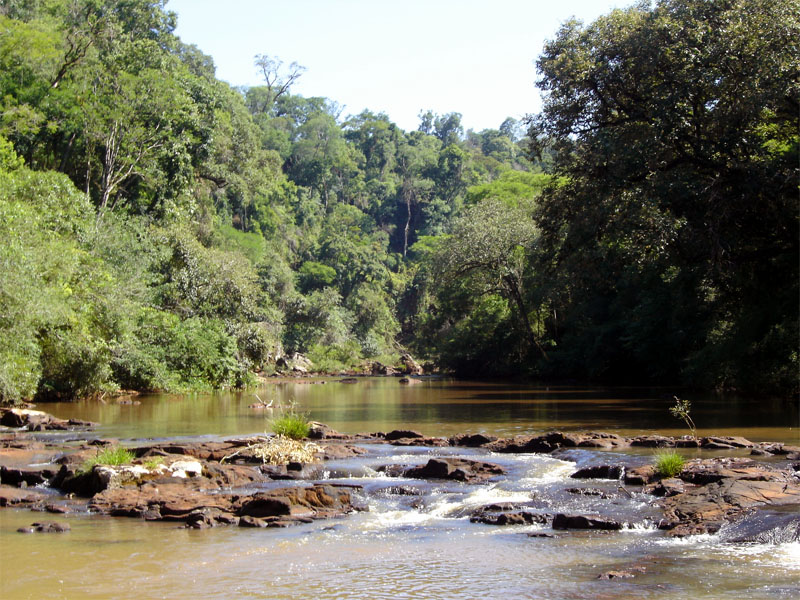
Vegetación selvática correspondiente a la provincia fitogeográfica Paranaense; el hábitat de esta especie.

## Distribución y hábitat
Se distribuye por el sureste del Brasil,  desde São Paulo y  Espírito Santo hacia el sur, llegando al este de Paraguay, y el extremo noreste de Argentina, en el parque nacional Iguazú, extremo norte de Misiones, país en donde es muy raro.
Esta especie es actualmente considerada rara y local en su hábitat natural: el sotobosque de selvas húmedas de la Mata Atlántica, hasta los 900 metro de altitud.

## Estado de conservación
El picoplano alirrufo ha sido calificado como vulnerable por la Unión Internacional para la Conservación de la Naturaleza (IUCN) debido a que su población, estimada entre 2500 y 10 000 individuos maduros, se presume estar en decadencia como resultado de la continua pérdida de hábitat. Parece ser dependiente de bosques primarios de la Mata Atlántica, que continúa perdiendo áreas a lo largo de su rango. Los levantamientos recientes no consiguieron encontrar nuevas subpoblaciones y las poblaciones existentes son menos numerosas de lo que se estimaba. La especie se fragmenta en varias subpoblaciones en Brasil, Paraguay y Argentina, cada una de las cuales contiene menos de 1000 individuos maduros.

## Sistemática

### Descripción original
La especie P. leucoryphus fue descrita por primera vez por el naturalista alemán Maximilian zu Wied-Neuwied en 1831 bajo el nombre científico Platyrinchos leucoryphus; su localidad tipo es: «Itapemirim, Espírito Santo, Brasil».

### Etimología
El nombre genérico masculino «Platyrinchus» se compone de las palabras del griego «πλατυς platus»: ‘ancho’, y «ῥυγχος rhunkhos»: ‘pico’; y el nombre de la especie «leucoryphus» se compone de las palabras del griego «leukos» que significa ‘blanco’ y «koruphos» que significa ‘coronado’.

### Taxonomía
Es monotípica. 